# Liberaldemokratische Partei Okinawa
Die Liberaldemokratische Partei Okinawa (jap. 沖縄自由民主党, Okinawa jiyū-minshu-tō; engl. Okinawa Liberal Democratic Party, kurz OLDP) war eine konservative politische Partei auf den US-verwalteten Ryūkyū-Inseln, der heute zu Japan gehörigen Präfektur Okinawa. Als OLDP existierte sie von 1959 bis 1964 und von 1967 bis 1970, ihre Vorläuferpartei entstand 1952. 1970 trat die Partei nach der 1969 geschlossenen Vereinbarung über die Eingliederung Okinawas in den Staat Japan der Liberaldemokratischen Partei (LDP) auf den japanischen Hauptinseln bei und begründete den Präfekturverband Okinawa.

## Demokratische Partei Ryūkyū

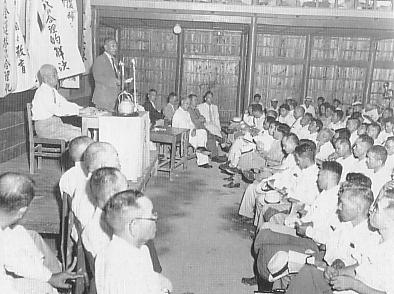
Gründungszeremonie der Demokratischen Partei Ryūkyū 1952.

1952 gründeten konservative ehemalige Mitglieder der „Sozialistischen Massenpartei Okinawa“ um Higa Shōhei gemeinsam mit unabhängigen konservativen Abgeordneten des ersten Rippōin die Demokratische Partei Ryūkyū (琉球民主党, Ryūkyū minshutō; Ryukyu Democratic Party). Unter Higa als gyōsei shuseki (行政主席, „Verwaltungschef“; Chief Executive) der neu eingerichteten „Regierung der Ryūkyū-Inseln“ (琉球政府, Ryūkyū seifu; Government of the Ryukyu Islands) stützte die Demokratische Partei die Regierung und verfolgte eine Politik der Kooperation mit den US-Behörden, die in letzter Instanz die Kontrolle über die Verwaltung Okinawas behielten. Die Opposition bildeten hauptsächlich die gemäßigt-sozialistische „Massenpartei“ und die kommunistisch orientierte Okinawa Jinmintō („Volkspartei Okinawa“; Okinawa People’s Party).
Higa verstarb 1956 im Amt und wurde durch Tōma Jūgō als gyōsei shuseki abgelöst. Die Demokratische Partei spaltete sich in Befürworter seiner Politik (Tōma-ha; Tōma-Faktion) und Gegner, die sich um Matsuoka Seiho als Matsuoka-Faktion sammelten. Da sich die Faktionen nicht einigen konnten, blieb die Partei ohne Vorsitzenden. Bei den 4. Wahlen zum Rippōin traten einige Mitglieder als Unabhängige an, die Demokratische Partei stürzte von 17 auf acht Sitze ab und wurde von der „Sozialistischen Massenpartei“ übertroffen.

## Liberaldemokratische Partei Okinawa

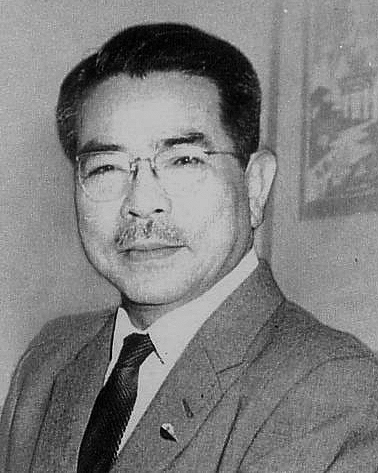
Ōta Seisaku, Vorsitzender der OLDP.

Für die Bestimmung eines Nachfolgers Tōmas – seit 1957 konsultierten die US-Behörden das Parlament vor der Ernennung – strebten viele Konservative eine Vereinigung der Konservativen an, um im Rippōin mit einer Stimme sprechen zu können. Sie begründeten im Oktober 1959 die Liberaldemokratische Partei Okinawa und beschlossen, dass der nächste gyōsei shuseki auch Parteivorsitzender werden solle. Aus den drei von der OLDP unterstützten Kandidaten Tōma, Matsuoka und Ōta Seisaku wählte der Hochkommissar für die Ryūkyū-Inseln (琉球列島高等弁務官, Ryūkyū-rettō kōtō benmukan; High Commissioner of the Ryukyu Islands) Donald Prentice Booth Ōta aus, der damit auch Vorsitzender der OLDP wurde.

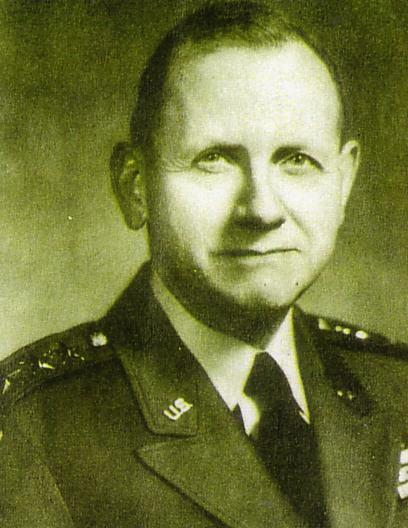
Hochkommissar Paul W. Caraway löste mit seiner Politik den sogenannten „Caraway-Wirbelwind“ (Caraway sempū) aus, der die OLDP spaltete.

Bei den 5. Rippōin-Wahlen 1960 konnte die OLDP mit 22 der 29 Sitze einen klaren Sieg erringen und stärkte die Position Ōtas. Das änderte sich unter dem 1961 eingesetzten neuen Hochkommissar Lt.Gen. Caraway, der die Autorität der US-Behörden auf Kosten japanischer Einflüsse und der zivilen Autonomie der Ryūkyū-Inseln zu stärken versuchte. Ōta unterstützte die Politik Caraways und die OLDP spaltete sich erneut. Die Gegner von Caraways Politik wurden von dem damaligen Bürgermeister von Naha, Nishime Junji, geführt und verließen die Partei.

## Demokratische Partei
1964 trat mit Albert Watson II ein neuer Hochkommissar sein Amt an; im selben Jahr löste Matsuoka Seiho Ōta als Verwaltungschef ab. Die konservativen Abgeordneten verständigten sich auf eine gemeinsame Position und gründeten im Dezember 1964 die Demokratische Partei (民主党 Minshutō; Democratic Party) unter Matsuokas Vorsitz, die bei den 7. Rippōin-Wahlen 1965 mit 19 von 32 Sitzen klar stärkste Partei blieb. Ab 1965 wurde der gyōsei shuseki vom Rippōin gewählt, ab 1968 dann direkt vom Volk.

## Die zweite Liberaldemokratische Partei Okinawa
Mit der sich abzeichnenden Rückkehr Okinawas unter japanische Souveränität vertieften sich die Verbindungen der Konservativen mit der Liberaldemokratischen Partei auf den Hauptinseln. Ab Dezember 1967 nannte sich die Partei wieder OLDP, Vorsitzender blieb Matsuoka Seiho, der 1968 den Posten als Verwaltungschef an den erstmals direkt gewählten Yara Chōbyō abgeben musste.
Nach der Vereinbarung zwischen Richard Nixon und Satō Eisaku 1969 über die Übergabe Okinawas an Japan wandelte die OLDP sich im März 1970 in den Präfekturverband Okinawa der japanischen LDP um.